# مایک کاستین
مایک کاستین (به انگلیسی: Mike Costin) (زاده ۱۹۲۹) کارآفرین، طراح خودرو و راننده فرمول یک بریتانیایی است، که در سال ۱۹۵۸ شرکت کازوورث را با مشارکت کیت داکوورث تأسیس نمود.